# 三沢市立堀口中学校
三沢市立堀口中学校（みさわしりつ ほりぐちちゅうがっこう）は、青森県三沢市大字三沢字堀口にある公立中学校。

## 概要
住宅地域にあり、周辺は住宅地と田園風景が広がる。周辺の市街化と生徒数の増加により、三沢市立第一中学校・三沢市立第二中学校から分かれて開校した。地元では、堀中（ほりちゅう）と呼ばれる。
三沢市立第五中学校に続く開校であることから、当初は「第六中学校」という校名も予定されていたが、近隣に六戸町立六戸中学校があり略称が「六中」で混同してしまうことから、所在地名を用いた現校名になった。
学年別に学年色（緑、黄、青）が振り分けられており、シューズ等で判別できる。入学から卒業までの3年間学年色は変わらない。

## 沿革
- 1986年（昭和61年） - 校舎と体育館が完成[1]。
- 1987年（昭和62年）4月5日 - 開校。第1期生は516名。
- 1996年（平成8年） - 開校10周年[2]。
- 2006年（平成18年）11月23日 - 創立20周年記念式典挙行[3]。
- 2016年（平成28年）11月3日 - 創立30周年記念式典挙行[4]。

## 部活動
- 陸上競技部
- 野球部
- サッカー部
- 男子バスケットボール部
- 女子バスケットボール部
- 女子バレーボール部
- ソフトテニス部
- 卓球部
- 剣道部
- 吹奏楽部
- 技術部
- 家庭科部
- 美術部
- グランドホッケー部（地域活動）
- アイスホッケー部（地域活動）
- 水泳部（地域活動）
- フィギュアスケート部（地域活動）